# Капніст Дмитро Олексійович
Граф Дмитро Олексійович Капніст (19 (31) березня 1837, Обухівка, Полтавська губернія — 11 (24) липня 1904, Ялта, Таврійська губернія) — дипломат Російської імперії, директор Азійського департаменту Міністерства закордонних справ. Камергер, таємний радник, сенатор. Походив із дворянського роду Капністів.

## Життєпис
Народився 31 березня 1837 року в селі Обухівка Миргородського повіту Полтавської губернії в родині декабриста Олексія Капніста та Уляни Білухи-Кохановської. Мав трьох братів (Василь, Павло, Петро) та двох сестер (Олександра, Марія).
Зі ступенем кандидата закінчив юридичний факультет Московського університету в 1861 році.
22 січня 1862 року вступив на державну службу в Міністерстві внутрішніх справ. 1863 року переведений до Міністерства закордонних справ. У 1864 році став третім секретарем канцелярії. Надалі служив при російських дипломатичних місіях у Гаазі (1865), Лондоні (1867), Парижі (1869), Константинополі (1872).
З 1876 року — перший секретар канцелярії МЗС та чиновник особливих доручень VI класу при державному канцлері. 15 січня того ж року отримав титул графа. З 1881 року — старший радник міністерства.
Мав чини камергера (1875) та таємного радника (1885).
Станом на 1882 рік володів у Харківській губернії 2570 десятинами землі, зокрема в селі Грунь — 471 десятинами.
Головною ціллю російської зовнішньої політики свого часу Дмитро Капніст вважав встановлення російського контролю над протоками Босфор та Дарданелли. 1890 року пропонував побудувати на березі Босфору російські фортифікаційні споруди, заручившись підтримкою Німеччини. Виконання цих планів він вважав можливим за сприяння сил однієї з балканських держав. Константинополю пропонував надати статус вільного міста.
У 1891—1897 роках — директор Азійського департаменту МЗС. Брав участь у розв'язанні близькосхідної кризи 1894—1897 років, укладанні англо-російської угоди 1895 року стосовно кордонів Росії та Афганістану, встановленні дипломатичних зв'язків із Болгарією в 1896 році. Виступав за російсько-японський союз та проти будівництва Китайсько-Східної залізниці.
З 1897 року — член Сенату Російської імперії.
Почесний опікун Московської (1885) та Санкт-Петербурзької (1891) присутності Відомства установ імператриці Марії. Був членом Санкт-Петербурзького слов'янського благодійного товариства.
Помер у Ялті 24 липня 1904 року.

## Нагороди
Російські
- Орден Святого Станіслава III ступеня (1865)
- Орден Святого Володимира III ступеня (1879)
- Орден Святого Станіслава I ступеня (1883)
- Орден Святої Анни I ступеня (1891)
- Орден Білого орла
- Орден Святого Володимира II ступеня
- Орден Святого Олександра Невського (1903)

Закордонні
- Королівство Сербія: Орден Таковського хреста
- Японія: Орден Вранішнього Сонця
- Османська імперія: Орден Меджида
- Династія Цін: Орден Подвійного дракона
- Третє Болгарське царство: Орден «Святий Олександр»